# Zweli Mkhize

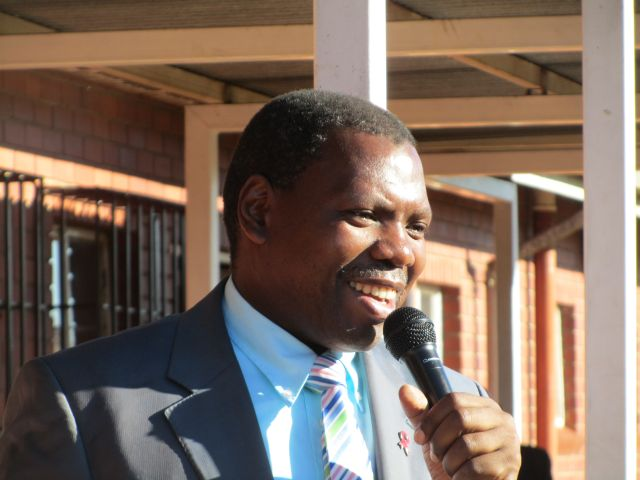
Zweli Mkhize (2011)

Zweli Lawrence Mkhize (* 2. Februar 1956 in Willowfontein, Südafrika) ist ein südafrikanischer Politiker und ehemaliger Premierminister der Provinz KwaZulu-Natal. Seit 2018 gehört er als Minister of Cooperative Governance and Traditional Affairs dem Kabinett Ramaphosa I an. Von 2019 bis 2021 war er Gesundheitsminister im Kabinett Ramaphosa II.  Mkhize trat am 5. August 2021 als Gesundheitsminister zurück.

## Leben
Mkhize wurde 1956 in Willowfontein bei Pietermaritzburg geboren. Er ist mit May Mashego verheiratet und hat drei Kinder. 
Seine Matura legte er an der Dlangezwa High School ab. Im Jahre 1982 graduierte er von der University of Natal Medical School mit einem Bachelor of Medicine. Im folgenden Jahr absolvierte er sein Praktikum im Mc Cords Hospital in Durban. Nach Abschluss des Praktikums ein Jahr später erhielt er eine Anstellung im Edendale Hospital in seiner Heimatstadt Pietermaritzburg. 1986 ging er ins Exil und arbeitete in Swasiland und Simbabwe weiter als Arzt. Fünf Jahre später, nach dem Ende der Apartheid in Südafrika, kehrte er zurück und arbeitete im Themba Hospital im damaligen Osttransvaal (heute Mpumalanga); im selben Jahr eröffnete er seine eigene Praxis in Pietermaritzburg. Von 1994 bis 2004 war er Gesundheitsminister KwaZulu-Natals. Anschließend war er Regierungsvertreter in der Provincial Legislature (Leader of Government Business) von KwaZulu-Natal.
Weitere Ämter, die Mkhize innehatte oder innehat, sind:
- Vorsitzender des ANC in KwaZulu-Natal
- Mitglied des nationalen Vorstands des ANC
- Vorsitzender des nationalen Unterkomitees für Bildung und Gesundheit
- Vorsitzender des Komitees zur politischen Aufsicht der Weltmeisterschaft 2010
- Rektor der Universität von KwaZulu-Natal

2018 wurde er zum Minister of Cooperative Governance and Traditional Affairs (etwa: „Minister für Kooperation und traditionelle Angelegenheiten“) berufen. 2019 löste er den langjährigen Gesundheitsminister Aaron Motsoaledi ab. Von dieser Position trat er 2021 zurück.
Mkhize trat bei der Wahl um den Vorsitz gegen des ANC im Dezember 2022 gegen den Amtsinhaber Cyril Ramaphosa an und unterlag ihm dabei deutlich.

## Leistungen
Als Mitglied des National Health Secretariat des ANC arbeitete er an den Richtlinien für die Gesundheitspolitik Südafrikas und half somit bei der Errichtung der Demokratie im Land.
Mkhize war Mitgründer des Regionalen Gesundheitsforums, das als Berater für Investoren in den Gesundheitssektor auftrat. Später wurde er Mitglied des Nationalen Gesundheitsforums. 